# Kantharos

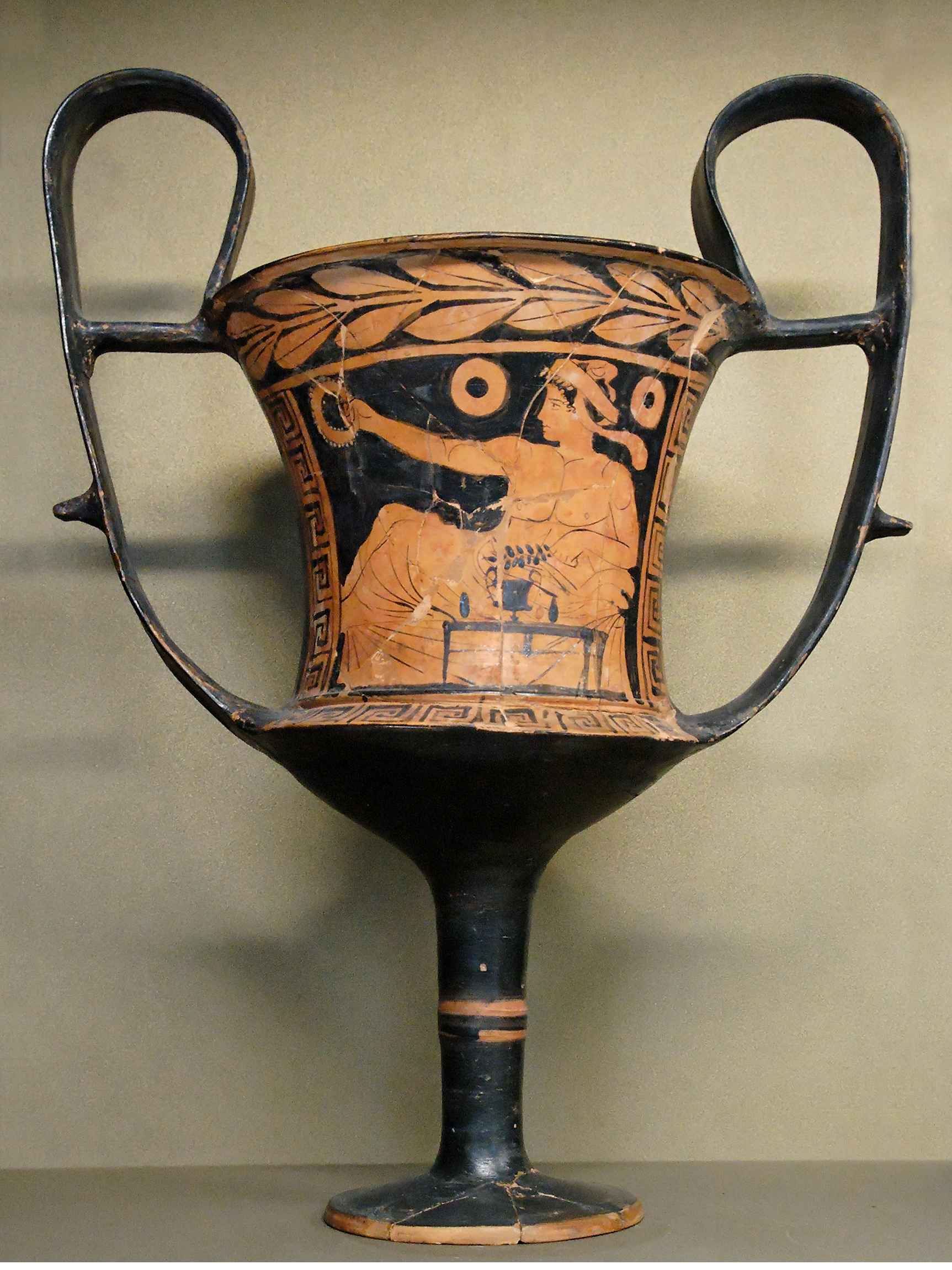
Paris, Louvre CA1139: Symposiast auf einem Kantharos des Malers des großen Athener Kantharos aus dem dritten Viertel des 5. Jahrhunderts v. Chr.

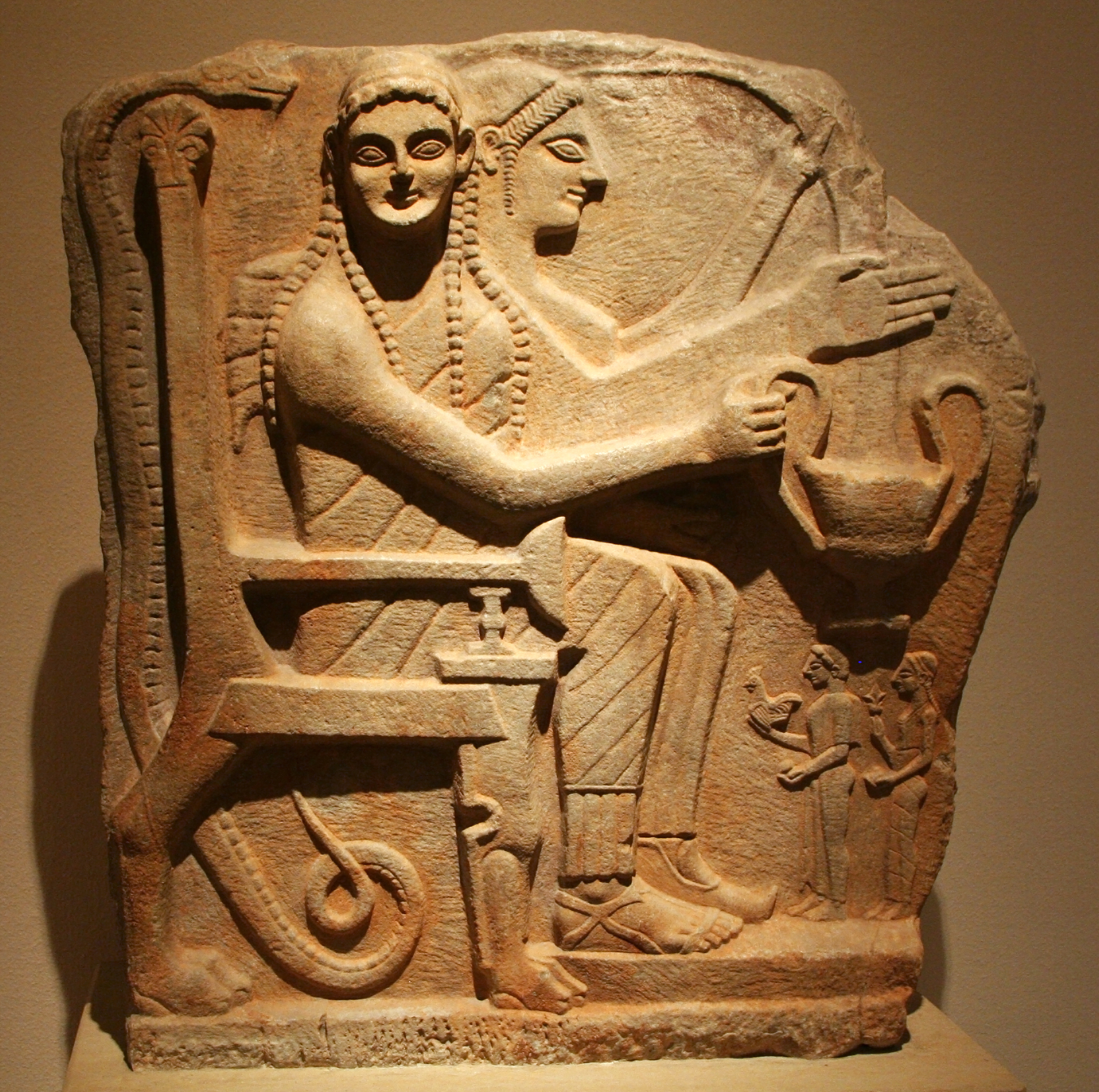
Lakonisches Grabrelief für zwei heroisierte Verstorbene, um 550–530 v. Chr., gefunden nahe Chrysapha bei Sparta, Antikensammlung Berlin.

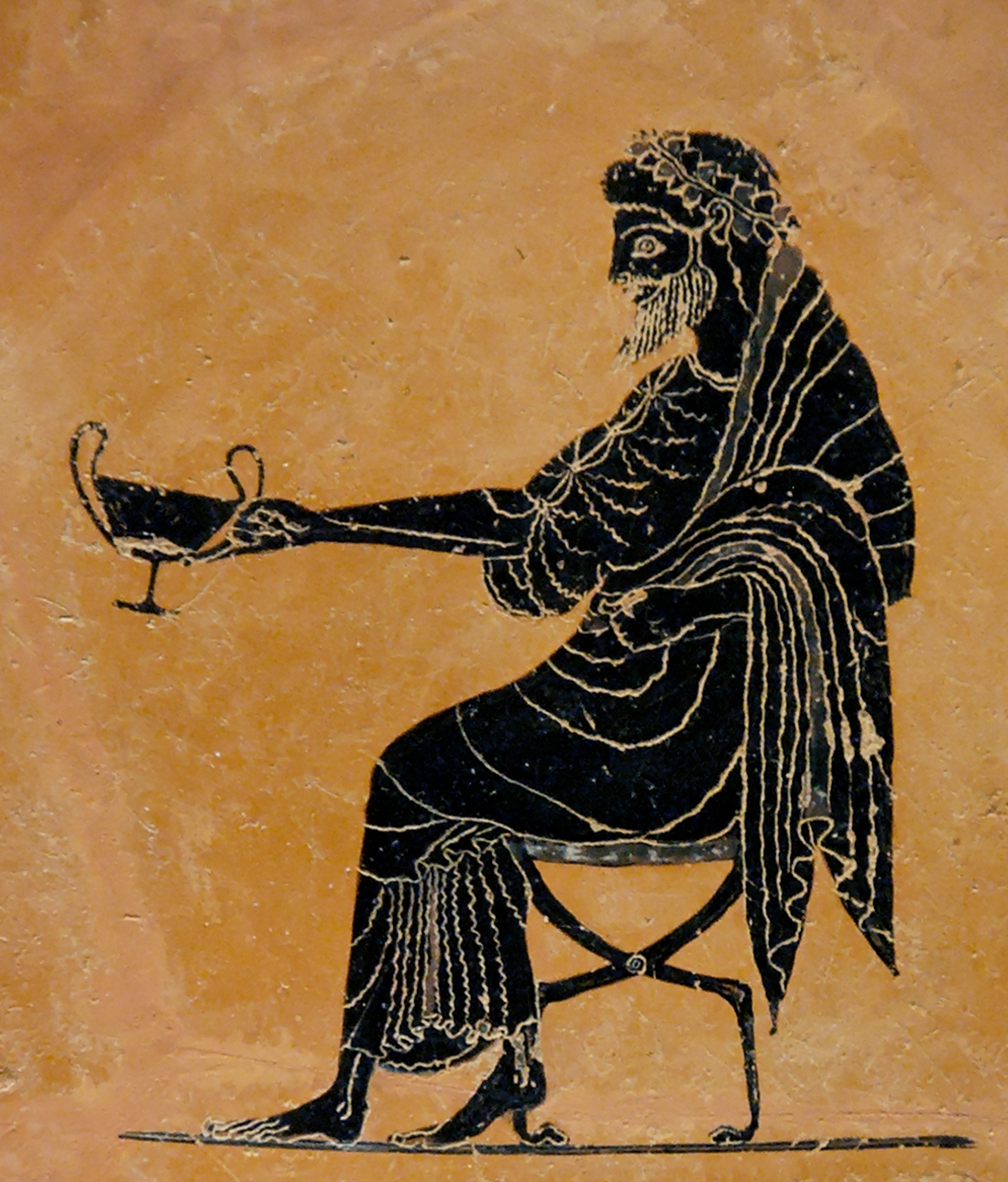
Sitzender Dionysos mit einem Kantharos in der Hand: Innenbild eines attisch-schwarzfigurigen Tellers, um 520/500 v. Chr., British Museum

Als Kantharos (altgriechisch κάνθαρος kántharos, Plural κάνθαροι kántharoi) bezeichnet man ein antikes griechisches, becherartiges Trinkgefäß mit zwei meist an der Lippe ansetzenden, hochgezogenen, vertikalen und weit ausgeschweiften Schlaufenhenkeln. Das Gefäß ist eng mit dem Kult des Gottes Dionysos verbunden, als dessen Attribut der Kantharos auch gilt. Es wurde später auch von den Etruskern und Römern übernommen und variiert.
Die Form des Kantharos entwickelte sich in mittelhelladischer Zeit und galt in klassischer Zeit schon als eine altertümliche Vasenform. Die Form wurde zunächst vor allem in Lakonien und Böotien gefertigt. Er war eine typische Votivgabe, aber auch ein Kultgegenstand im privaten Bereich. In geometrischer Zeit fanden Kantharoi in Böotien und Attika häufig als Grabbeigabe Verwendung. Sie finden sich meist in Männergräbern und sind vielfach mit kriegerischen oder sportlichen Motiven aus dem Bereich der Leichenspiele verziert. Seit etwa 600 v. Chr. entwickelte sich die typische Form auf hohem Fuß. In dieser Zeit übernahmen auch die Etrusker die Form, neben bemalten Exemplaren produzierten sie vor allem viele Stücke in Bucchero-Keramik. In Böotien bleibt er bis in spätklassische Zeit eine beliebte Grabbeigabe.
Seit spätklassischer und hellenistischer Zeit findet sich die Form auch außerhalb des kultischen in profanem Gebrauch. Der Bezug zur männlichen Sphäre blieb bis zum Ende der rotfigurigen Vasenmalerei bestehen, wie die Bilder vor allem in Böotien zeigen. Auch nachdem die Kantharoi vermehrt profane Verwendung fanden, blieb der Bezug zum Totenkult vielfach bestehen. So wurden Exemplare bis zu 50 Zentimetern Höhe als Grabaufsätze produziert, ebenso fanden sich Kantharoi als Abbildungen auf böotischen Grabstelen wieder und entsprechen damit Loutrophoren und Lekythen in der attischen Grabkunst. Zudem erscheint die Form häufig in der attischen Vasenmalerei, hier nicht selten in den Händen des Dionysos oder eines seiner Begleiter. Eine besondere Form waren sogenannte Kopfkantharoi, die als plastische Gefäße mit den Gesichtern mythologischer Figuren gestaltet wurden. Die Form wurde bis in römische Zeit, dann auch in anderen Regionen des Reiches, produziert. Neben den Exemplaren aus Keramik entstanden nun auch Gefäße aus Metall und Glas. 
Die sogenannten Kabiren-Kantharoi sind keine Kantharoi, sondern Skyphoi.

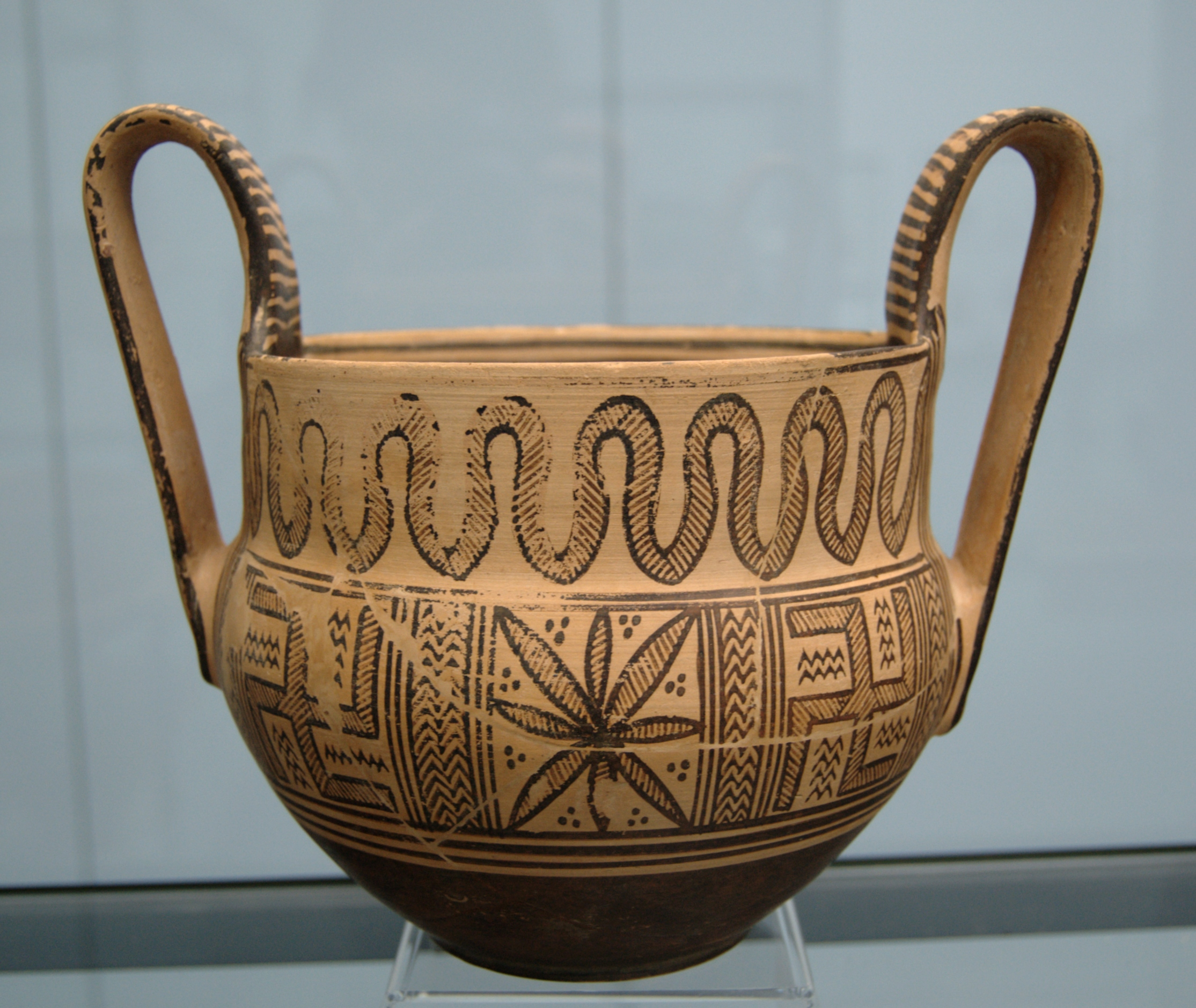
Attisch-geometrischer Kantharos (um 780 v. Chr.): Schlangen auf den Henkeln kennzeichnen das Gefäß als Totengut. Staatliche Antikensammlungen München.
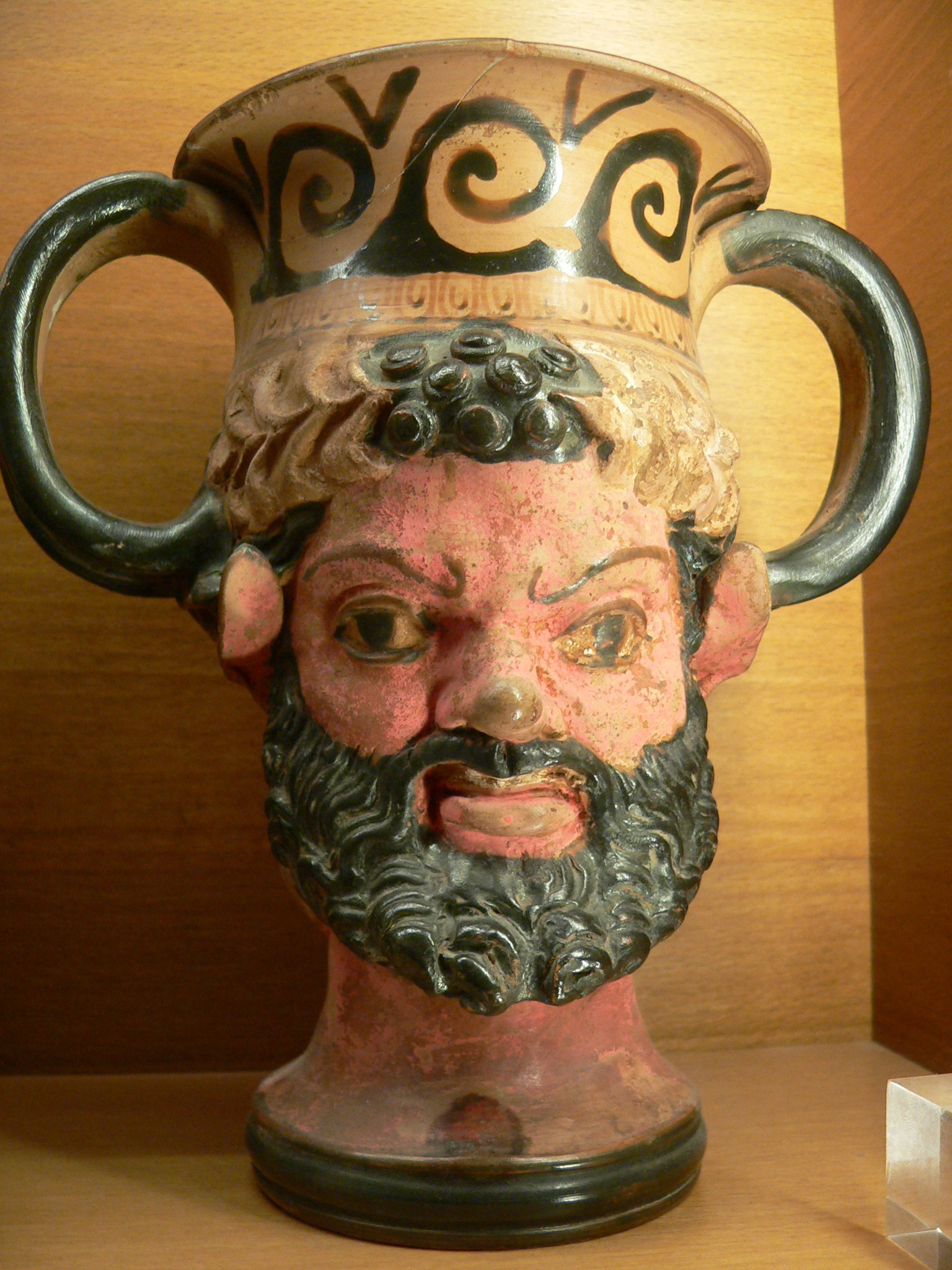
Etruskischer Kopfkantharos der Gruppe von Chiusi, 2. Hälfte des 4. Jahrhunderts. Louvre.
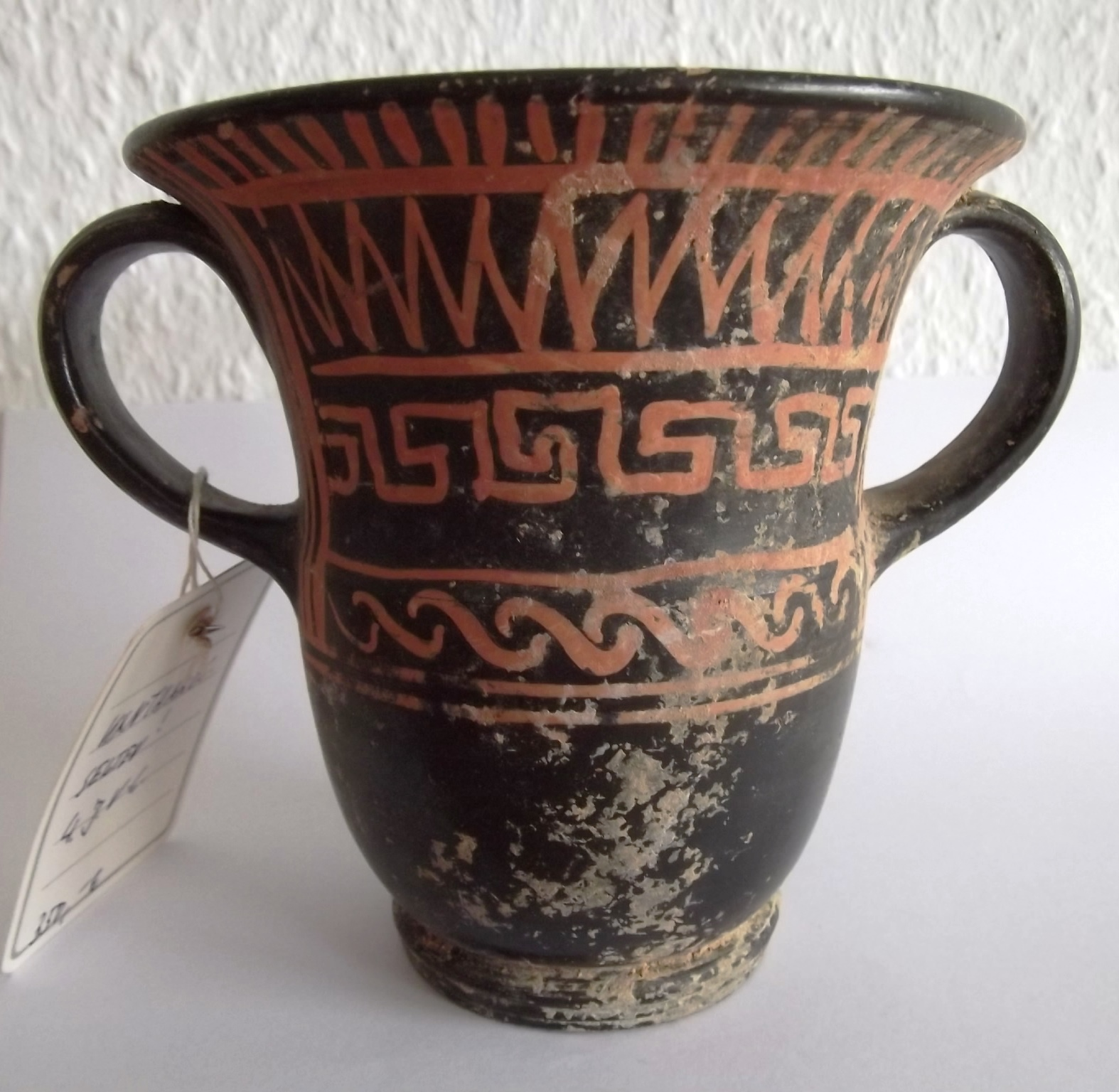
Süditalienischer Kantharos der Xenon-Gattung, 4. Jh. v. Chr., Privatsammlung.
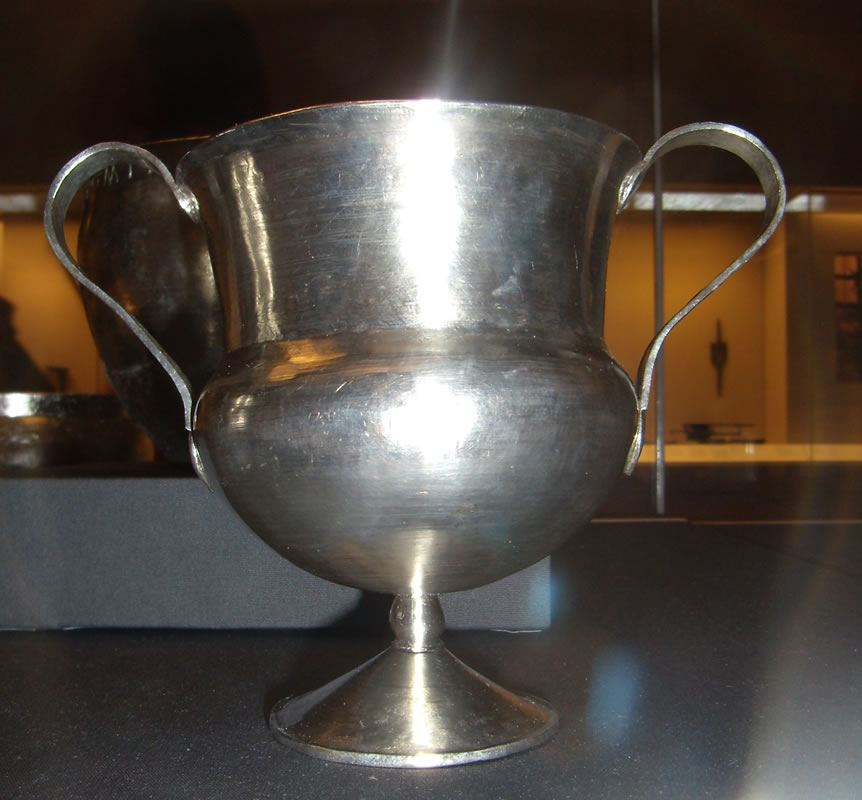
Romano-britischer Silberkantharos aus dem Water-Newton-Schatz. British Museum.
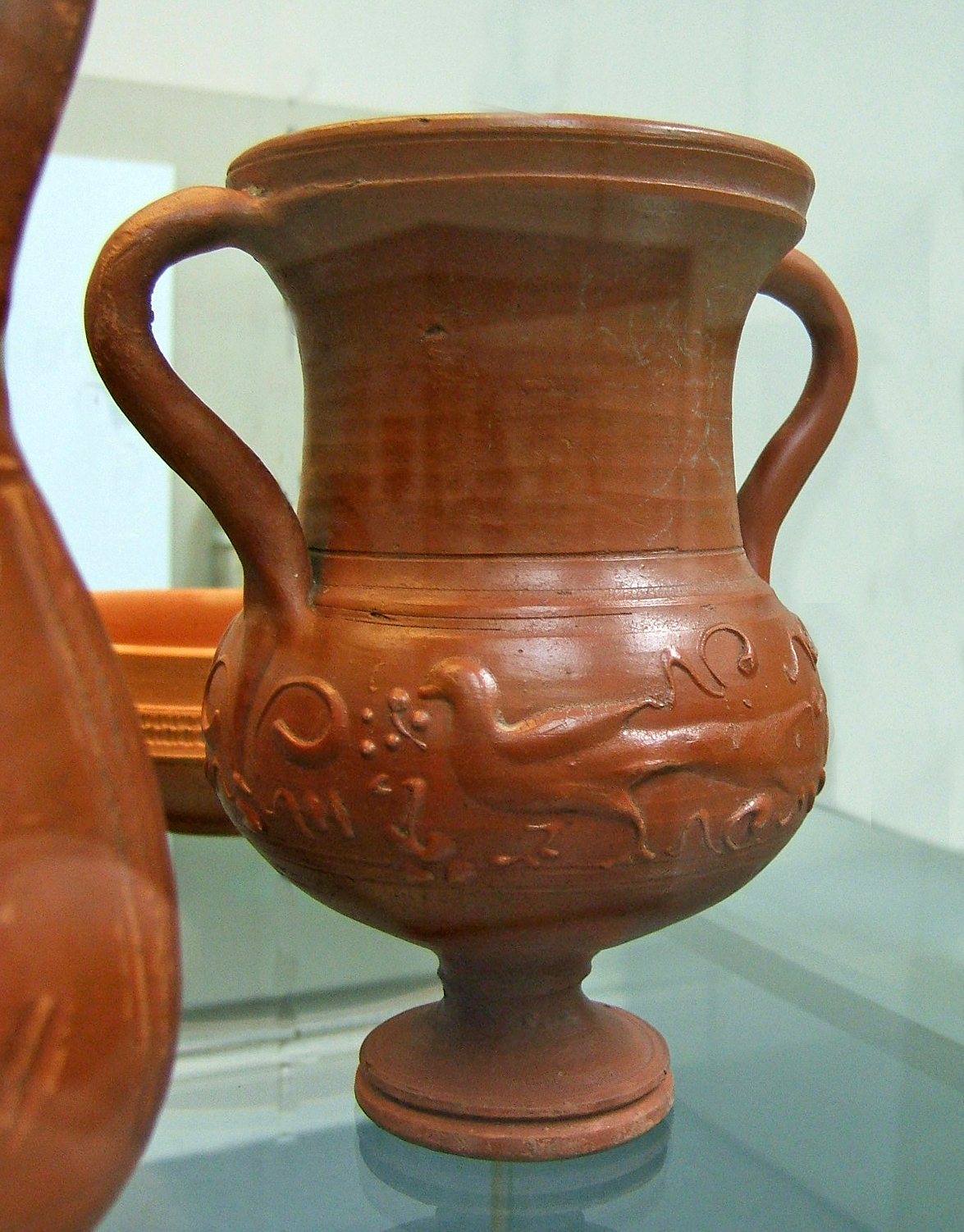
Terra Sigillata-Kantharos aus Rheinzabern mit Barbotine-Dekor, spätes 2. Jahrhundert. British Museum.